# Rönö församling, Linköpings stift
Rönö församling var en församling i Linköpings stift inom Svenska kyrkan i Norrköpings kommun. 1 januari 2010 uppgick församlingen i Jonsbergs församling.
Församlingskyrka var Rönö kyrka. 
År 2006 fanns det 318 invånare i församlingen.

## Administrativ historik

församlingsvapen 1996-2009

Församlingen bildades före 1593 genom utbrytning ur Östra Ny församling.
Församlingen var till 1962 annexförsamling (kapellförsamling till 1922) i pastoratet (Östra) Ny och Rönö. Från 1962 till 2010 var församlingen annexförsamling i pastoratet Östra Husby, Häradshammar, Jonsberg, Östra Ny och Rönö. Den 1 januari 2010 uppgick församlingen i Jonsbergs församling.
Församlingskod var 058128.

## Komministrar
Lista över komministrar. Prästbostaden låg i Slottsbrink vid Rönö kyrka.
| Verksam   | Namn                           | Levnadstid | Övrigt                                        |
| --------- | ------------------------------ | ---------- | --------------------------------------------- |
| 1593      | Petrus                         |            |                                               |
| 1630–1645 | Israel Petri Vipraeus          | –1645      |                                               |
| 1657      | Isaacus Zygelius               |            | Senare kyrkoherde i Ukna församling.          |
| 1667–1680 | Jacobus Ardeander              | 1631–1695  | Senare kyrkoherde i Å församling.             |
| 1673–1704 | Olaus Petri Landelius          | 1623–1704  |                                               |
| 1704–1728 | Christophorus Hough            | 1673–1728  |                                               |
| 1730–1763 | Johan Söderman                 | 1691–1763  |                                               |
| 1763      | Magnus Roselius                |            | Senare kyrkoherde i Ringarums församling.     |
| 1775–1804 | Carl Zetterstrand              | 1728–1804  |                                               |
| 1805      | Johan Gustaf Hörling           |            | Senare kyrkoherde i Gryts församling.         |
| 1813–1827 | Magnus Wimmercrantz            | 1768–1827  |                                               |
| 1828      | Johan Nils Lindståhl           |            | Senare kyrkoherde i Östra Ny församling.      |
| 1843–1859 | Johan Erik Becker              | 1795–1859  |                                               |
| 1860      | Johan Peter Fagerdahl          |            | Senare komminister i Västra Eneby församling. |
| 1871      | Ernst Reinhold Dankegott Hoppe |            | Senare kyrkoherde i Mogata församling.        |
| 1877      | Carl Magnus Johansson          |            | Senare kyrkoherde i Drothems församling.      |
| 1904      | Axel August Sandén             |            | Senare kyrkoherde i Odensvi församling.       |
| 1917–     | Albin Rudén                    | 1883–1969  | Senare kyrkoherde i Regna församling.         |
| 1928–1931 | Olle Andersson                 | 1903–1989  | [ 4 ]                                         |
| 1933–1942 | Claes Setterdahl               | 1902–      | [ 5 ]                                         |

## Organister och klockare
| Ämbetstid | Namn                      | Levnadstid | Övrigt                  |
| --------- | ------------------------- | ---------- | ----------------------- |
| 1676-1695 | Pehr                      |            | Klockare                |
| 1707-1721 | Jöns                      |            | Klockare                |
|           | Jöns Carlsson             | 1647-1731  | Organist                |
| 1727–1738 | Pär Jonsson               | 1700–1738  | Organist                |
| 1739–1751 | Olof Andersson            |            | Organist                |
| 1742      | Jöns                      |            | Klockare                |
| 1754–1755 | Daniel                    |            | Klockare                |
| 1755–1777 | Samuel Eriksson Tollander | 1727–1777  | Organist                |
| 1783–1790 | Gustaf Nyman              | 1756–1790  | Organist och klockare   |
| 1791–1792 | Öfverström                |            | Klockare                |
| 1791–1796 | Botvid Kjellgren          | 1763–1795  | Organist och klockare   |
| 1798–1811 | Jonas Sandberg            | 1766–1811  | Organist och klockare   |
| 1813–1861 | Johan Petter Veselius     | 1783–1861  | Organist och klockare   |
| 1862–1894 | Olof Malmgren             | 1818–1894  | Organist och skollärare |